# محمود أبو وردة
محمود أبو وردة (مواليد 31 مايو 1995)، المعروف أيضا باسم مودي، لاعب كرة قدم فلسطيني محترف يلعب كلاعب وسط في نادي الاتحاد الليبي في الدوري الليبي الممتاز و‌المنتخب الفلسطيني.

## أهداف دولية
| هدف | تاريخ         | مكان                                  | الخصم    | التسجيل | النتيجة | المنافسة            |
| --- | ------------- | ------------------------------------- | -------- | ------- | ------- | ------------------- |
| 1   | 17 يناير 2020 | ملعب بانغاباندو الوطني، دكا، بنغلاديش | سريلانكا | 1–0     | 2–0     | كأس بانغاباندو 2020 |

## وصلات خارجية
- محمود أبو وردة على فرق كرة القدم الوطنية.كوم
- محمود أبو وردة  على سكروي